# مردم فارویی
مردم فارویی یا جزیره‌نشینان فارو (فارویی: føroyingar، دانمارکی: færinger) یک قومیت و ملت ژرمنی شمالی بومی جزایر فارو در اروپا هستند. فارویی‌ها دارای ریشه‌ای ترکیبی از نورس‌ها و گیل‌ها هستند.
حدود ۲۱٬۰۰۰ فارویی در کشورهای همسایه، به ویژه دانمارک، ایسلند و نروژ زندگی می‌کنند. بیشتر فارویی‌ها شهروند پادشاهی دانمارک هستند که جزایر فارو بدان وابسته است. آن‌ها به زبان فارویی سخن می‌گویند که یکی از زبان‌های ژرمنی شمالی و به ایسلندی و گونه‌های غربی نروژی بسیار نزدیک است.